# Croix du Mérite aéronautique de l'Armée de l'air
La  Croix du mérite aéronautique de l'armée de l'air (en espagnol : Cruz de la Fuerza Aeroespacial al « Mérito Aeronáutico ») est un ordre honorifique décerné par la Colombie, créé en 1948. L’ordre est décerné pour services distingués rendus à la Force aérienne colombienne.

## Histoire
Instituée par le décret no 1068 du 20 mars 1948, réglementé par le décret no 805 de 1952 et modifié par le décret no 1289 de 1981, la Croix du Mérite Aéronautique de la Force Aérospatiale était à l’origine connue sous le nom d’Ordre du Mérite Aéronautique Antonio Ricaurte.

## Critères
La Croix du mérite aéronautique de l’armée aérospatiale est principalement décernée au personnel de l’armée aérospatiale colombienne, mais elle peut être aussi décernée à des membres des forces armées colombiennes ou de la police nationale colombienne. Elle peut également être décernée à des militaires et civils étrangers reconnus pour leur bravoure et leur vertu militaire, ainsi que pour leur service distingué et remarquable envers la Force aérospatiale colombienne.

## Insignes
Le ruban est bleu ciel avec de fines bandes (de l’intérieur vers l’extérieur) rouges, bleu marine et jaunes aux deux extrémités.

## Grades
La Croix du mérite aéronautique de l'armée de l'air est décernée dans les grades suivants :
- Grand-croix (Gran Cruz)
- Grand officier (Gran Oficial)
- Commandeur (Comendador)
- Officier (Oficial)
- Chevalier (Caballero)
- Compagnon (Compañero)

| Grand-croix | Grand officier | Commandeur |
| Officier    | Chevalier      | Compagnon  |

Dans l’ordre protocolaire des décorations militaires colombiennes, il est classé après l’Ordre du Mérite naval Almirante Padilla et l’Ordre du Mérite sanitaire José Fernández Madrid.